# 東北町民バス
東北町民バス（とうほくちょうみんバス）は、青森県上北郡東北町が経営する自治体バスである。なお運行は外部事業者に委託されている。

## 概要
主に東北町内を運行し、区間は上北地区と東北（乙供周辺）地区の二つに分かれている。乗車する際、運転手に手を上げて合図する必要がある。

## 特徴
- 運賃・回数券・定期券が不要なため無料で利用できる。
- 土曜日、日曜日・祝日および年末年始は運休。
- 乗降方法は前乗り前降りである。
- 運行本数は、上北地区の2系統が1日各2本、東北地区の6系統が1日各1本。

## 路線
上北地区
- 新舘 - 役場線
  - 新舘 - 総合運動公園 - 役場 - 上北町駅前 - 道の駅
- 虫神 - 役場線 
  - 虫神 - 小川原駅 - 道の駅 - 上北町駅前 - 総合運動公園 - 役場 - 上北町駅前 - 道の駅

全路線道の駅おがわら湖を経由。
東北地区
- 宇道坂 - 運動公園線
  - 宇道坂 - 学習センター - 朝日団地 - 坂下町 - 福祉センター - 乙供 - 分庁舎 - 運動公園
- 塔ノ沢 - 運動公園線
  - 塔ノ沢 - 北栄 - 坂下町 - 福祉センター - 乙供 - 分庁舎 - 運動公園
- 柵 - 運動公園線
  - 柵 - 美須々 - みどりケ丘団地 - 坂下町 - 福祉センター - 乙供 - 分庁舎 - 運動公園
- 細津 - 運動公園線
  - 細津 - 枋木 - 寒水 - 保戸沢 - 坂下町 - 福祉センター - 乙供 - 分庁舎 - 運動公園
- 豊瀬 - 運動公園線
  - 豊瀬 - 五十嵐 - 野田頭 - 漆玉 - 坂下町 - 福祉センター - 乙供 - 分庁舎 - 運動公園
- 浜台 - 運動公園線
  - 浜台 - 鶴ヶ崎 - 甲地 - 坂下町 - 福祉センター - 乙供 - 分庁舎 - 運動公園

## その他
広く知られていなかったが、町内の小学校や中学校のスクールバスも運営している。